# ゲディミナス家

ゲディミナス朝の紋章

ゲディミナス家（ゲディミナスけ）では、リトアニア大公ゲディミナス（1275年 – 1341年）の兄弟姉妹、息子、孫について解説する。ゲディミナス朝は1316年（もしくは1285年）から1572年までリトアニア大公国を支配し、最終的にはバルト海から黒海まで領土を拡大した。
ゲディミナスの起源は明らかではないが、最近の研究では、他では余り知られていないスカルマンタスがゲディミナスの祖父あるいは父であり、王朝の土台を築いたと主張されている 。何故ならば兄弟姉妹がいないスカルマンタスの有名な息子であるゲディミナスは少なくとも12人の息子の父親であり、自らの兄弟姉妹に主権を有利に確立させたからである。ゲディミナスの外交手段は良く知られ、ゲディミナスは己の外交政策に合うように息子の婚姻を手配した。ゲディミナスの息子はリトアニア大公国内のリトアニア人の力を高め、他方、娘は今日のロシア、ウクライナ、ポーランドの支配者との同盟強化を築いた。
ゲディミナスの息子達の関係は、1345年に兄弟のアルギルダスとケーストゥティスに廃位されたヤヴーヌティスを例外として次第に協調的になった。この2人の兄弟は称賛されるべき平和的な共同統治の例とされている。しかしながら、ゲディミナスの孫や子孫は15世紀まで権力闘争を続けた。ゲディミナスの孫はリトアニアのキリスト教への改宗を実施し、ポーランドとの最初の合同を行った。

## 起源

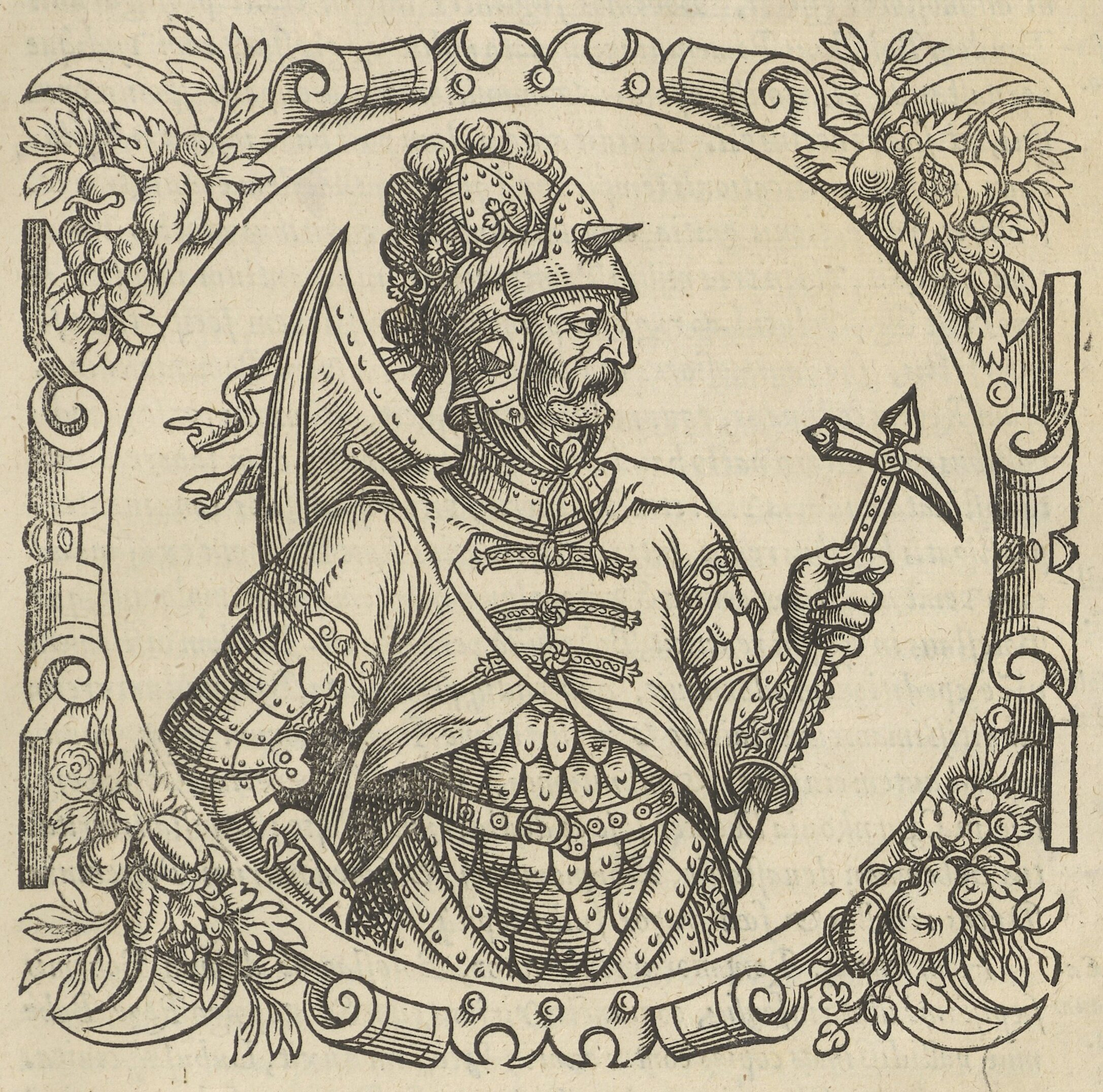
ヴィテニス、1295年から1315年までのリトアニア大公

ゲディミナスの祖先や初期の動向に関する資料が乏しいために、1316年からの大公の称号の仮定は不明瞭であり、学術上の議論が続いている。ゲディミナスはその先代の大公であるヴィテニスの息子である、兄弟である、従兄弟である、馬丁であると様々な主張がなされている。数世紀に渡ってゲディミナスの出自には2つの説がある。ゲディミナスの死からかなり後になってリトアニアの長年の敵であるドイツ騎士団によって書かれた年代記には、ゲディミナスはヴィテニスの馬丁であると主張されている;。これ等の年代記によればゲディミナスは主人を殺害して公位を簒奪したとされる。もう一つの説で、同じくゲディミナスが死んでからかなり後になって書かれた年代記には、ゲディミナスはヴィテニスの息子とされている。しかし両人とも同時代の人物であり、この関係はありえない。1868年に1323年のリガの公会で発せられた手紙には、ゲディミナスの“兄弟そして先行者”としてのヴィテニスの記述が記されている。手紙からすると、文脈ではゲディミナスとヴィテニスは普通に兄弟となっている。しかし歴史家トマス・バラナウカスは“兄弟”は率直な解釈であり、2人は実は従兄弟だと信じている。
ヴィテニス大公の出自は以下の関係となる。ヴィテニスは1291年から1295年までリトアニア大公であったブトヴィーダスの息子である。ブクヴェラスの父親の存在については一致しない。幾人かの系図学者はトライデニスを祖先に挙げるが、これは有り得ない記述である。もし、両人が血縁があるとするならば、後のゲディミナスの娘であるエウフェミアとトライデニスの孫であるボレスワフ・ユーリー2世との結婚は教会法を破ることになり、この破棄をローマ教皇が気付かない筈はないからである。
最近の研究ではゲディミナスの祖先はスカルマンタスであると指摘されている。1974年に歴史家のイェージ・オスマンスキイは14世紀末期に書かれた詩『ザドンシナ』にアルギルダスの2人の息子が自分たちのことを「我々兄弟はアルギルダスの息子、ゲディミナスの孫、そしてスカルマンタスの曾孫」であると呼んでいる記述が含まれていることに気付いた。この発見からスカルマンタスがゲディミナスの祖先であると信じられている 。オスマンスキイは、詩はプクヴェラスの代を飛び越して、知られていない祖先に飛んでいると仮定する。バラナウカスはその不一致から、スカルマンタスはプクヴェラスの兄弟であり、ヴィテニスとゲディミナスは従兄弟であると信じている。

## 兄弟姉妹

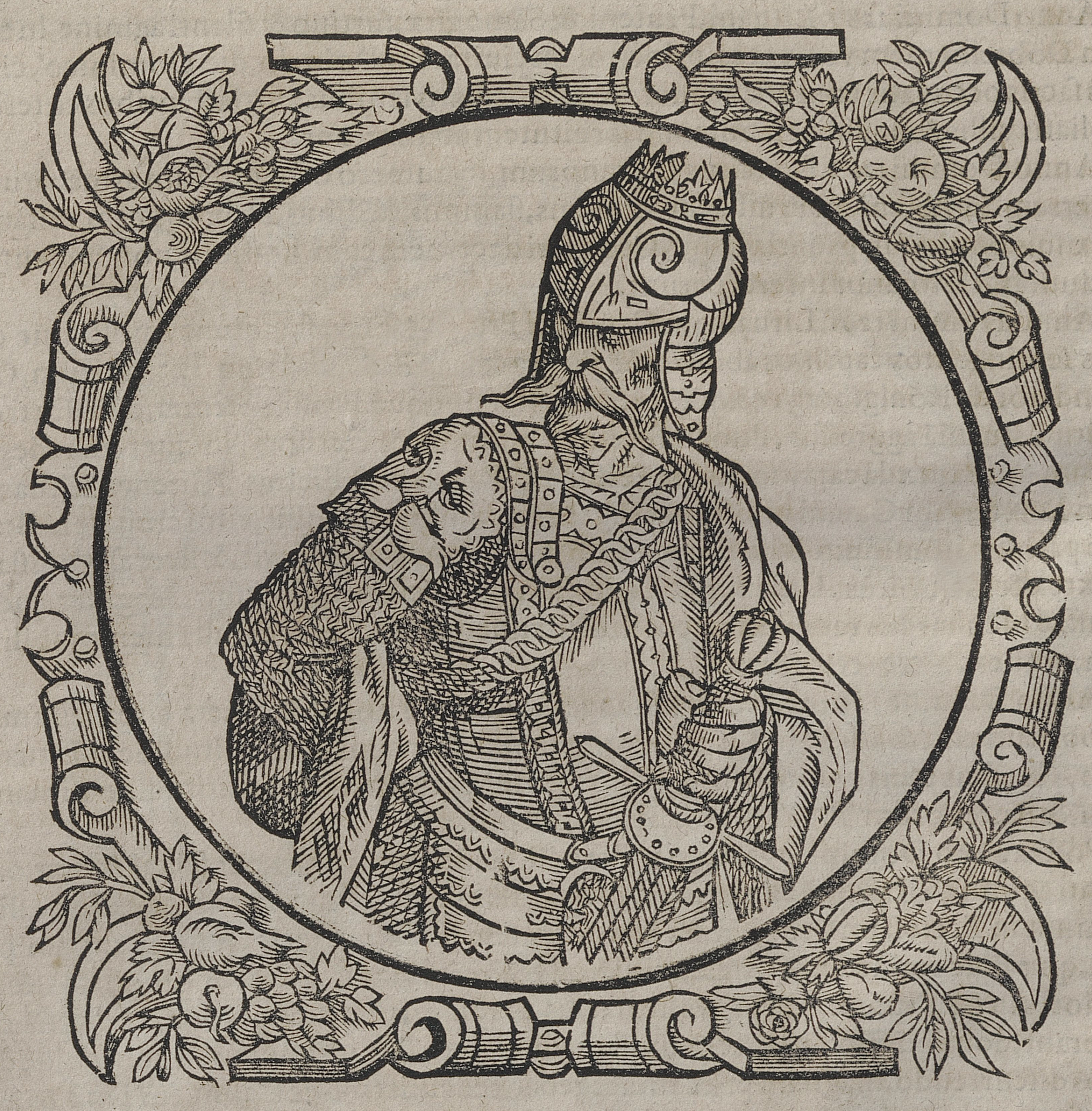
アレクサンドル・ガガニッチの年代記からのゲディミナス。この肖像画は今日の歴史書でも使われている。

ゲディミナスは1275年に生まれ、1人の姉妹（ないしは2人の可能性あり。アンドレイ・コゼルスクの妻となる）や幾人かの兄弟がいたことが知られている。ヴァイニウス、キエフ公テオドラス、可能性としてはヴィテニスとマルギリス。仮に1295年から1315年までのリトアニア大公ヴィテニスが確かにゲディミナスの兄弟であるとするならば、ゲディミナスは確かに最年長の息子になる。歴史家はヴィテニス大公には父に先立って死んだズベルガイティスという息子がいたと認識している。1310年に既に成長したズベルガイティスは今日のラトビアとエストニアであるリヴォニア付近に出陣している。1315年頃にヴィテニスが死んだ後にゲディミナスは大公になる。そこにはヴィテニスの兄弟や家族は進んで競合を主張したという史料上の指摘は見出せない。
ヴァイニウスが資料に最初に出てくるのは1324年である。1326年にポロツク公としてヴァイニウスはリヴォニア騎士団やノヴゴロドと条約を結んでいる。学者はその死を1338年 から1342年 の間と位置付けている。ヴァイニウスにはリヴォニア騎士団との戦いの中で1342年に死んだリウブコという息子がいた。
20世紀までゲディミナスとの関係が明らかではなかったテオドラスは1362年まで兄弟の中で最も生き残った。1325年頃にゲディミナスの援助でテオドラスはキエフ公になった。テオドラスは正教会の儀式での洗礼を受け、異教時代の名は分からない。キエフは既にジョチ・ウルスの影響下に置かれ、フョードルはハンへの忠誠を示した。この従属関係は1363年にゲディミナスの息子であるアルギルダスが青水の戦いでジョチ・ウルスを完膚なきまでに叩きのめすまで続いた。学者の意見では長い間、テオドラスは洗礼名からリトアニア人ではなくリューリク朝の人物と見做されていた。しかしながら、1916年に死去したモスクワ総主教の所有物に属す神統記や1330年代に送られた銀のコップには「フョードル、ゲディミナスの兄弟」と記されている。
ピレナイの守護するマルギリスは4人の兄弟の候補者の中で最も主張していた。ヘルマン・フォン・ヴァルテンブルクの年代記では1329年にゲディミナスと2人の兄弟がリヴォニアに至った。ヴィテニスが死ぬまでにフョードルは自力でキエフを占領した。これら兄弟の1人はヴァイニウスであり、他の同一視は歴史のパズルである。アルヴィダス・ニクセンタイティスはそれはマルギリスと主張する、なぜなら資料はマルギリスの高い地位と富を証明しているからである。資料ではマルギリスが1366年に自殺した後に、その息子がドイツ騎士団に捕えられて帰らなかったと言及されている。
ゲディミナスの姉妹関する直接の唯一の言及はヴィリニュスにきてキリスト教を広めようとして殺された2人のフランシスコ会の修道士についての叙述のみである。この伝説は1369年以前に書かれた年代記である『総14年代記』に最初に現れている。この出来事は1340年頃に起き、年代記が編集された頃には何人かの商人が生き残っていた。伝説によるとフリアル・ウルリッヒの伝導は町民の怒りを買った。フリアルと同僚のマルティンはゲディミナスの前に連れてこられ、ゲディミナスは修道士に死を命じた。ウルリッヒは拷問を受けて川に投げ込まれた。マルティンの体は正教徒であるゲディミナスの姉妹によって引き揚げられた。彼女はマルティンを自分が住んでいるところの修道院に埋葬した。『ヴィショヴィェツ年代記』含む他の資料が伝える伝説では殉教者は14人に増え、初期の現実的な話は奇跡的な装飾の数を得た。

## 妻
ゲディミナスには何人の妻がいたかは明らかではない。『ヴィショヴィェツ年代記』にはクールランドのヴィダ、スモレンスクのオルガ、正教徒で1344年から1345年に死んだポロツクのヤヴナの3人の妻について言及されている。現代の多くの歴史家や著作の言及ではゲディミナスの妻はヤヴナであり、ヴィダとオルガは他の年代記には見出せないことから非実在えあると退けている。歴史家ステファン・クリストフォル・ロウェルはゲディミナスの妻は異教の公女だと論じている。同時代の資料のゲディミナスと隣の公女の結婚から、『ヴィショヴィェツ年代記』の信頼性には疑問がある。
ゲディミナスには異教と正教徒の2人の妻がいたとう議論が先行する。これは15世紀後半の年代記である『ユンガー・ホシュメイストリッヒ』のアルギルダスと半分の兄弟であるナリマンタスという記述のみ支持されている。他の学者は、ゲディミナスは中の子であるヤヴーヌティスを後継者に任命した奇妙な点に関しては、ヤヴーヌティスがもし2番目の妻の長男であるとするならば後継が理解できると論じることで支持している。

## 子と孫
ゲディミナスの兄弟姉妹には有力な子がいなかったため、ゲディミナスやその息子達は大公国を奪取し、固めるのに有利な立場にあった。ゲディミナスには少なくとも5人の娘と7人の息子があり、息子達は大公国を強化し、東西に広げるために賢明な婚姻を行った。この婚姻は近隣との同盟を樹立するゲディミナスの外交能力は、その目標はドイツ騎士団を滅ぼし、成長するモスクワとポーランドの力を含めると言われている。ゲディミナスの息子の婚姻政策は大公内を含む様々な領域に王朝の力を固めるのを助け、他方、娘や孫の婚姻は隣国の力とのリトアニアの関係を強化させた。

### 娘

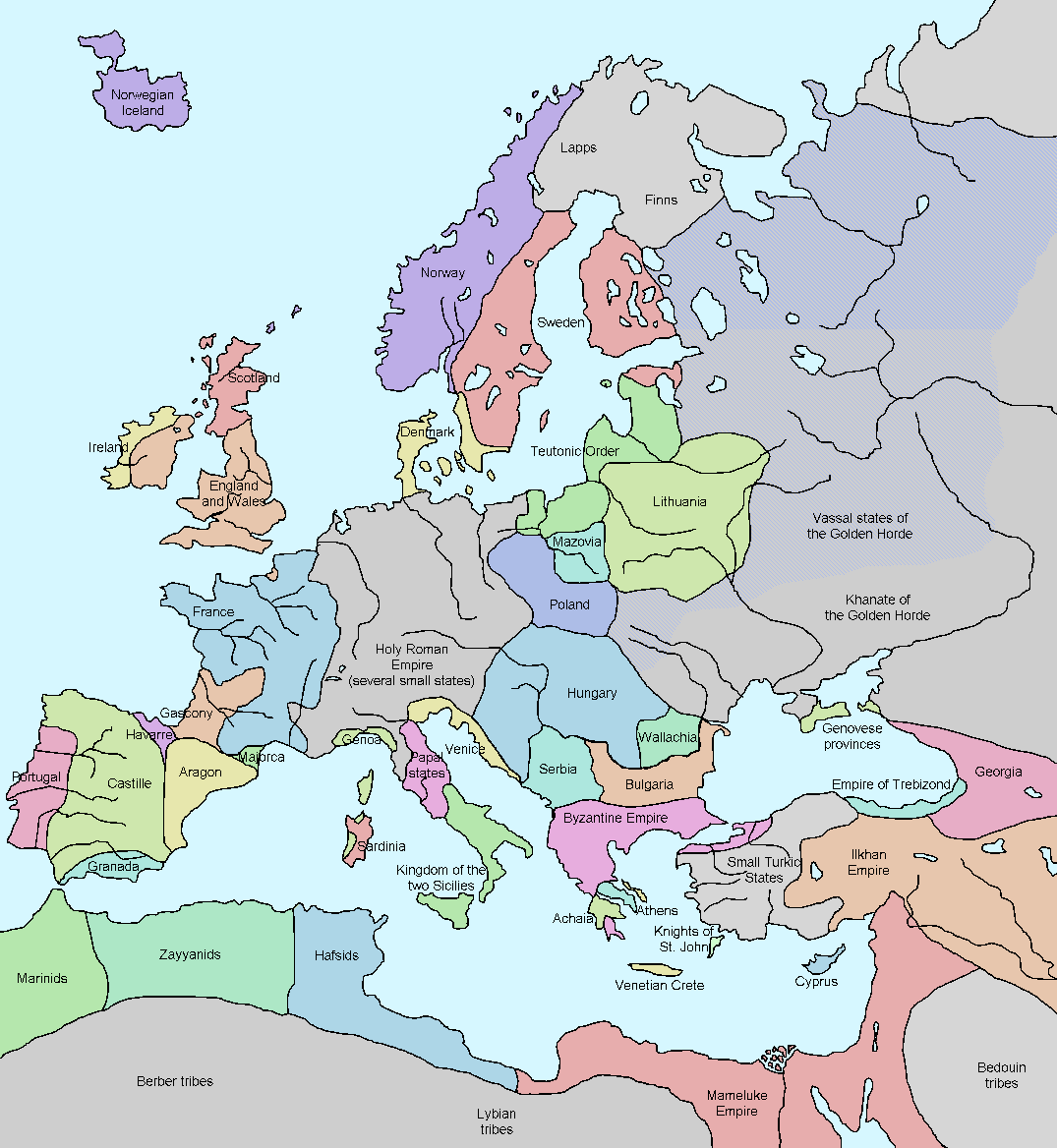
1328年のヨーロッパ

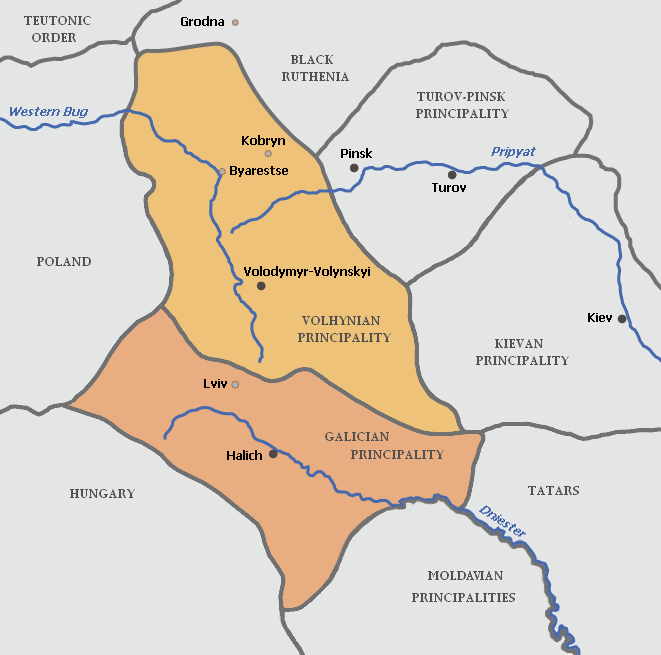
ハールィチ・ヴォルィーニ大公国の地図。ゲディミナスの2人の息子であるリュバルタスとエウフェミアはハールィチ・ヴォルィーニ戦争に巻き込まれた。

1320年にマリアはルーシの大公であるドミトリイと結婚した。この結婚式はドミトリイの父であるトヴェリ大公ミハイル・ヤロスラヴィチが殺害されてから直ぐに行われた。ドミトリイはヴラジーミル及び全ルーシの公位を巡る競争相手であるモスクワ大公ユーリ3世に対する強力な同盟相手オを求めていたのである。。1327年後にはトヴェリに代わってリトアニアがルーシの覇権を巡ってモスクワの競争相手になった。トヴェリがモスクワを好敵手と見做した時にリトアニアとの同盟が必要だったのである。。ドミトリイは1325年に殺され、マリアは再婚しなかった。マリアの法的な兄弟であるアレクサンドルはそれにも係らずリトアニアとの友好を維持し、娘のユリアナをゲディミナスの息子で、その路線を引き継いだアルギルダスに嫁がせた 。トヴェリとリトアニアの協調関係は15世紀まで続いた。
アルドナ（洗礼名アンナもしくはオナ、アルドナの異教名は16世紀のマチエイ・ストリコフスキイの年代記のみ叙述されている）は15,6歳の時にポーランド国王ヴワディスワフ1世短身王の息子であるカジミェシュ3世大王と結婚している。この結婚式は1325年4月30日か10月16日に行われ、ドイツ騎士団に対するポーランド・リトアニア合同の強化という政治的策略であった （同盟は1385年のクレヴォの合同やポーランド・リトアニア共和国という安定した強力な新国家となるルブリン合同の前兆であった）。この予備の連合は短期間で、1330年代には崩壊した。しかし、アルドナが生きている間にはポーランドとリトアニアには軍事的衝突の証拠がない。
リトアニア人王朝との婚姻政策は1289年以降のプシェミスル朝に代わるピャスト朝のヴワディスワフ1世が1320年の戴冠の正当性を支配していた。しかしアルドナは意外にも1339年3月終わり頃に死去し、クラクフに埋葬された。アルドナには2人の娘がいた。クニグンデ（1357年に死去）はバイエルン公ルートヴィヒ6世（神聖ローマ皇帝ルートヴィヒ4世）と結婚し、エリザヴェータは、今日のドイツ、ポーランドにあたるポメラニア公ボギスワフ5世と結婚した。エリザヴェータの娘であるエリーザベトは神聖ローマ皇帝カール4世の4番目の妻である。
ゲディミナスの娘であるエリジュヴェータは今日の東ポーランドのマゾフシェ公国の公子であるヴァツワフと結婚した。エリジュヴェータの2番目の名前はマチエイ・ストリコフスキイでは“ダンミラ”と、テオドール・ナルブトでは“ダミラ”と記録されている。これ等の名前は“ダニエル”に由来する“ダヌテ”の読み間違いと主張されてきた。他の解釈では歴史家はケーストゥティスの娘であるダヌーテとエリジュヴェータを混同した。同盟の観点からは婚姻は意義のあるものだった、何故ならば通行そしてマゾフシェを通しての西ヨーロッパからの通過は、1270年代のトライデニス大公とその娘ガウデマンダとマゾフシェの繋がりの復活を試みているように見えたからである 。結婚の重要性はエリジュヴェータの持参金が証明している。持参金720クラコフは銀のマルクと金の9マルクである＿3つの時間は当時の持参金の記録の原本よりも多い。この結婚は恐らくは、マゾフシェ公国の分割内戦中にゲディミナスがヴァツワフを支援した1316年に行われた。1336年にヴァツワフが死ぬと、エリジュヴェータはその遺産を管理した。エリジュヴェータが最後に言及されるのは兄弟のケーストゥティスがマリンブルクからと逃走して彼女の城に避難した1361年である。このことから歴史家はエリジュヴェータは1364年に死去したと推測している。1337年にエリジュヴェータの娘であるアンナが最初に言及されるのは、今日のポーランドを支配したヘンリクと結婚した1323年の終わりである。アンナの息子であるボレスワフ3世もしくはボルコが後継者無くして1351年に没すると公国は分割された。
エウフェミア（マリア、オフカ、アンナという名でも知られている）は1331年に今日のウクライナを支配したハールィチ・ヴォルィーニ大公ボレスワフ・ユーリー2世と結婚した。この結婚はボレスワフ・ユーリの兄弟であるアンドリーイとレーヴ2世が後継者無くして死んだ1323年に工作された。その代わりにあたるリュバルタスのポーランドとの戦争の危機を回避するためにゲディミナはヴワディスワフ1世と妥協した。。ヴワディスワフ1世の従兄弟でゲディミナスの義理の息子であるヴァツワフの甥であるボレスワフ2世を据えることで同意したのである。結婚式は後で行われた。当時ボレスワフ2世は14歳であった 。この方式でハールィチ・ヴォルィーニ戦争はボレスワフ2世が毒殺された1340年まで延長され、1370年まで勢力は安定することがなかった。テオドル・ナルブトによればエウフェミアは継承問題の蚊帳の外に置くために1342年2月5日にヴィストラ川の氷の下で溺死した。
アイグスタはモスクワ大公セミョーン高慢公（1341年に公位に就く）と結婚するために1333年にアナスタシアの洗礼名を受けた。アイグスタがゲディミナスの娘という直接の証拠はない、しかし結婚が高姿勢なことから、大部分の歴史家はアイグスタはゲディミナス家の一員であるとの結論を下している。この結婚式には重要な可能性がある、リトアニアとモスクワはルーシの覇権を巡って凄まじい争いを繰り広げたが、結婚式が行われた2年後の1335年に終わったからである。アイグスタの2人の息子であるヴァシーリーとコンスタンティンは夭折したが、リトアニアと対立するトヴェリの公子であるミハイル・ヴァシーリヴィチと結婚した。アイグスタの兄弟であるヤヴーヌティスが1345年にアルギルダスによって廃位されるとアイグスタに助けを求めてきた。1345年3月11日に死ぬ直前にアイグスタは修道女になった。アイグスタは自身が援助したモスクワのクレムリン教会に埋葬された。
ゲディミナスには後2人の娘がいた可能性がある。マチェツ・ストリコフスキイによればゲディミナスの娘の1人はダヴィドという好ましい戦の指導者と結婚した。しかし何人かの歴史家はストリコフスキイの資料の信頼性について無神論の表現があることから、ダヴィドがゲディミナスの義理の息子であることに同意しない。 。他の娘若しくは姉妹の存在の可能性は1916年に刊行された大司教テオグノストスの所有物のリストから仮定される。リストに含まれる記録にはコゼルスク公アンドレイ・ムスチラヴィチ（1320年 — 1339年）がゲディミナスの義理の息子と記されている。他方、ルーシ語のziat' (зять) は「義理の息子」ないしは「姉妹の夫」を意味することができる。ハンス・アンドレイはゲディミナスの義兄弟の可能性があった。

### 息子

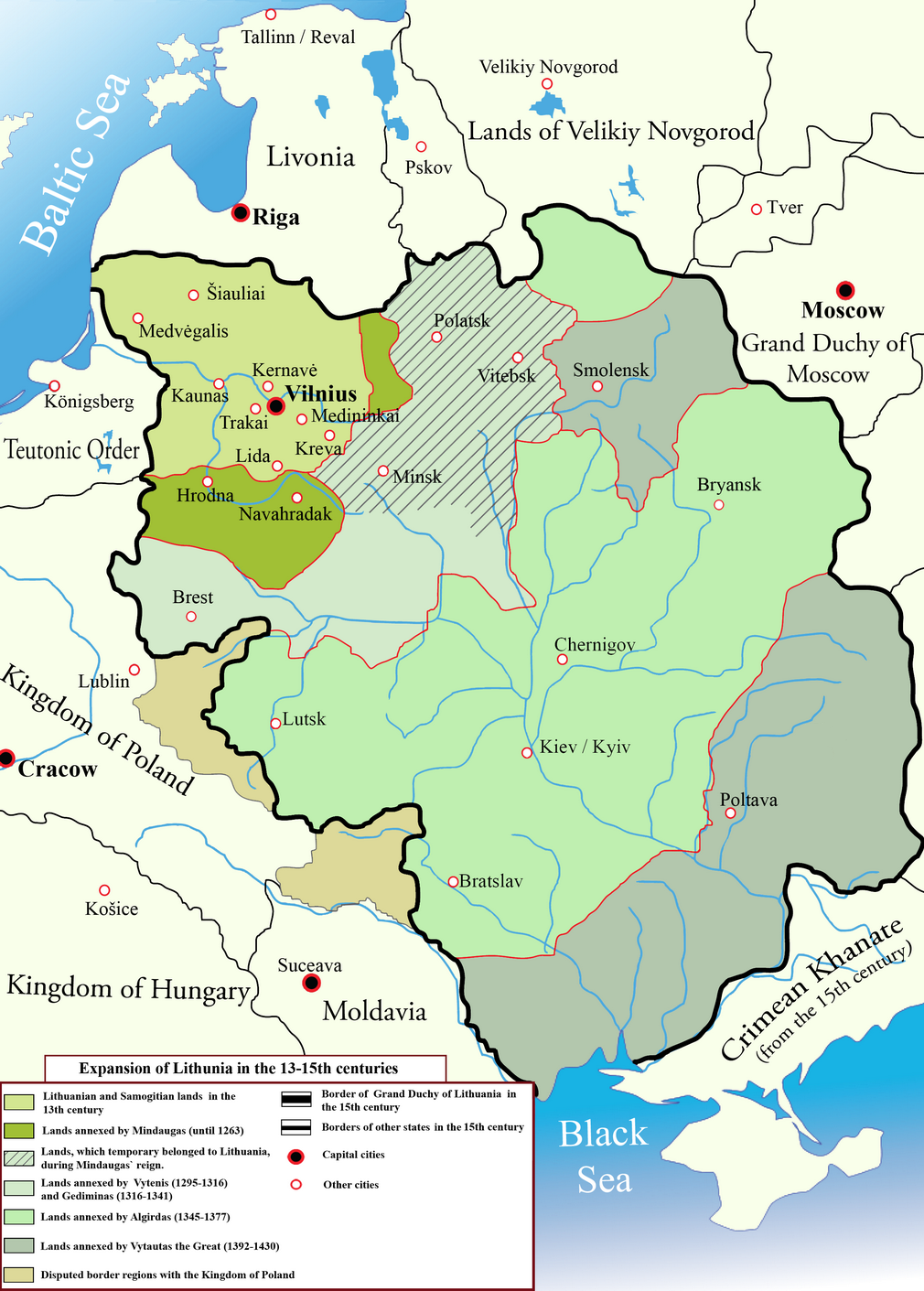
13世紀から15世紀にかけてのリトアニア大公国の拡大

ジョン・ウィンターツルの年代記にはゲディミナスには8人の息子がいた 。7人の息子の名は様々な資料に見出せるが、他方、8人目の息子については議論が続いている。アルヴィダス・ニクシェンタイティスは1337年にヴェルイオナ近くで死んだトラカイ公だと主張する。トラカイ公は公国全体では重要な地位あるいは第2の支配権であった。それゆえ18世紀から19世紀の歴史家はゲディミナスは既に埋葬地として宣伝されていたヴェルイオナに埋葬されたと信じていた。ニクシェンタイティスは、知られていない息子の名は、ヴィータウタスの息子である若くて活発なユーリとアルギルダスの息子で代理であるアンドリュスの記録の言及からヴィータウタスであると仮定した。ユーリは1348年に死んでいる。ユーリの高い地位はゲディミナスの孫だと容易に想定出来る。しかし他の議論ではジョン・ウィンターツルの年代記は誤訳されていると論じられている。

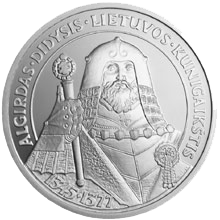
リタスに刻まれたアルギルダス。1345年から1377年までリトアニアを統治。

何故、中間の息子に過ぎないヤヴーヌティスが父ゲディミナスからヴィリニュスを相続してそのまま大公になったかは明らかではない。兄弟であるトラカイ公ケーストゥティスはジェマイティアで助けた。ナリマンタスからの援助にも係らず、ヤヴーヌティスはゲディミナスの死から4年後の1345年に兄弟のアルギルダスとケーストゥティスに廃位された。ヤヴーヌティスは義兄弟のモスクワ大公セミョーンに助けを求めたが失敗した。その過程でイヴァンという洗礼名を受けている。ヤヴーヌティスはアルギルダスとの和解を余儀なくされ、1366年に死ぬまでゼスラウエ公の地位に就いていた
。
アルギルダスはゲディミナスの路線を引き継いだ息子である。1345年にヤヴーヌティスが廃位される以前にクレヴァを統治し、異教徒であるにも係らずヴィテブスク公国の最後の公女であるマリアと結婚した。1345年にリトアニア大公になると兄弟のケーストゥティスと共同統治をした。共同統治の成功はリトアニアの歴史家から褒め称え、リトアニアの伝統的な共同統治もしくは二頭政治は習慣的であり、早くとも1285年に生じたという議題を持ち上げた。彼等の治世の間、大公国は急に拡大した。アルギルダスは専ら東方に活動を広げ、ケーストゥティスはドイツ騎士団、ポーランド、西ヨーロッパ諸国と交渉した。1350年にアルギルダスはユリアナと2回目の結婚を行い、その間に出来たヤガイラスを次の大公に選んだ。1385年にヤガイラスはリトアニアのキリスト教化とポーランドとの合同に署名してポーランド王になったことでリトアニアの歴史に新しい章を開いた。このポーランド・リトアニア共和国は3度にわたる共和国の分割に至るまで様々な形から1795年まで生き延びた。ゲディミナス朝の内、ヤガイラスの流れはヤギェウォ朝として知られている。
トラカイ公ケーストゥティスは西方でかなりの自立の動きを見せたにも係らず、アルギルダスに忠実で、その優位権を認めていた。ケーストゥティスは異教徒で、ドイツ騎士団からの防備に貢献した。ケーストゥティスの結婚はパランガの異教の姫ヴィルテーとのロマンチックな伝説で彩られている。2人はヴィータウタスを含む7人ないしは8人の息子を儲けた。1377年にアルギルダスが死ぬと、その息子のヤガイラスが大公になった。最初はケーストゥティスとヴィータウタスはヤガイラスの支配を認めていた。しかしヤガイラスがドイツ騎士団とドブジンの和約を結ぶと、ケーストゥティスはヴィリュニスを占領して1381年に公位に就いた。1382年にケーストゥティスはクレヴァで捕えられてその地で死んだ。ヴィータウタスは支配権を巡っての争いを続け、アルギルダスとケーストゥティスの争いは15世紀まで続いた。
マントヴィーダスはゲディミナスの長男で父からクレナヴァとスロニムを継承した 。マントヴィーダスについては余り良く知られておらず、ゲディミナス没後に間もなく死んだ。マンヴィタスは兄弟のナリマンタスとの1348年のストレヴァの戦いで戦死したと信じられている。
ナリマンタスはゲディミナスの2番目の息子である。グレプの洗礼名を受け、ピンスク、ポロツク、そしてノヴゴロドの勤務公としてラドガ、オレシェク、カレリアを統治した。ナリマンタスは、1477年にモスクワに攻め落とされるまで続いたスウェーデンとの国境に配するノヴゴロドへの傭兵の提供の義務を始め 、モスクワの湾を保つのを助けた 。ナリマンタスは1345年に廃位されたヤヴーヌティスの強力な支持者となり、ジョチ・ウルスのジャーニー・ベクの許へアルギルダスとケーストゥティスに対する支援を求めに行った。ナリマンタスはそこでタタールの公女と結婚したとの噂があるが真実に欠ける 。数年後兄弟は和解し、ナリマンタスはストレヴァの戦いで死んだと信じられている。ナリマンタスは3人から5人の息子を残し、その家系はクラーキン家やガリツジン家といったロシアの大公の家系となった。
カリヨタスはミハイルの洗礼名を受け、黒ルーシのナヴァフルダクを相続した。1348年にアルギルダスによって対ドイツ騎士団同盟を結ぶためにジャニー・ベクの許に派遣されたが、モスクワへの身代金を渡した。1363年頃に死去。何人の子を儲けたか定かではないが、4人から9人とも 。
リュバルタスはゲディミナスの最年少の息子である。1320年頃にハールィチ公アンドレイの娘と結婚し、東ヴォルィーニのルツクを統治した 。アンドレイとその兄弟であるレフが1323年頃に死ぬとハールィチ・ヴォルィーニ大公国は空白になった。リュバルタスのポーランドとの争いよりも、ゲディミナスは娘のエウフェミアをボレスワフ・ユーリ2世に嫁がせた。ポーランドとの戦争は1340年まで延期した。ハールィチ・ヴォルィーニ戦争は1370年にポーランドがハールィチをリトアニアがヴォルィーニを得ることで決着した。リュバルタスはヴォルィーニを16年間統治して1385年頃に死んだ。3人の子がいた。

## 系図
|  |  |                             |                             |                             |                             |                             |                             |                      |                      |                                                  |                                                  |                                                  |                                                  |                                                  |                                                  |                         |                         | スカルマンタス?                        |                                        |                                        |                                        |                                        |                                        |                           |                           |                                          |                                          |                                          |                                          |                                          |                                          |                             |                             |                                                                   |                                                                   |                                                                   |                                                                   |                                                                   |                                                                   |                              |                              |                                                          |                                                          |                                                          |                                                          |                                                          |                                                          |       |       |                                              |                                              |                                              |                                              |                                              |                                              |  |  |                                                |                                                |                                                |                                                |                                                |                                                |  |  |  |  |  |  |  |  |  |  |  |  |  |  |  |  |  |  |  |  |  |  |  |  |  |  |  |  |  |  |  |  |  |  |  |  |  |  |  |  |  |  |  |  |  |  |  |  |  |  |  |  |  |  |
|  |  |                             |                             |                             |                             |                             |                             |                      |                      |                                                  |                                                  |                                                  |                                                  |                                                  |                                                  |                         |                         |                                        |                                        |                                        |                                        |                                        |                                        |                           |                           |                                          |                                          |                                          |                                          |                                          |                                          |                             |                             |                                                                   |                                                                   |                                                                   |                                                                   |                                                                   |                                                                   |                              |                              |                                                          |                                                          |                                                          |                                                          |                                                          |                                                          |       |       |                                              |                                              |                                              |                                              |                                              |                                              |  |  |                                                |                                                |                                                |                                                |                                                |                                                |  |  |  |  |  |  |  |  |  |  |  |  |  |  |  |  |  |  |  |  |  |  |  |  |  |  |  |  |  |  |  |  |  |  |  |  |  |  |  |  |  |  |  |  |  |  |  |  |  |  |  |  |  |  |
|  |  |                             |                             |                             |                             |                             |                             |                      |                      |                                                  |                                                  |                                                  |                                                  |                                                  |                                                  |                         |                         |                                        |                                        |                                        |                                        |                                        |                                        |                           |                           |                                          |                                          |                                          |                                          |                                          |                                          |                             |                             |                                                                   |                                                                   |                                                                   |                                                                   |                                                                   |                                                                   |                              |                              |                                                          |                                                          |                                                          |                                                          |                                                          |                                                          |       |       |                                              |                                              |                                              |                                              |                                              |                                              |  |  |                                                |                                                |                                                |                                                |                                                |                                                |  |  |  |  |  |  |  |  |  |  |  |  |  |  |  |  |  |  |  |  |  |  |  |  |  |  |  |  |  |  |  |  |  |  |  |  |  |  |  |  |  |  |  |  |  |  |  |  |  |  |  |  |  |  |
|  |  |                             |                             |                             |                             |                             |                             |                      |                      | ブティゲイディス リトアニア大公                  | ブティゲイディス リトアニア大公                  | ブティゲイディス リトアニア大公                  | ブティゲイディス リトアニア大公                  | ブティゲイディス リトアニア大公                  | ブティゲイディス リトアニア大公                  |                         |                         |                                        |                                        |                                        |                                        |                                        |                                        |                           |                           | ブトヴィーダス? リトアニア大公           | ブトヴィーダス? リトアニア大公           | ブトヴィーダス? リトアニア大公           | ブトヴィーダス? リトアニア大公           | ブトヴィーダス? リトアニア大公           | ブトヴィーダス? リトアニア大公           |                             |                             |                                                                   |                                                                   |                                                                   |                                                                   |                                                                   |                                                                   |                              |                              |                                                          |                                                          |                                                          |                                                          |                                                          |                                                          |       |       |                                              |                                              |                                              |                                              |                                              |                                              |  |  |                                                |                                                |                                                |                                                |                                                |                                                |  |  |  |  |  |  |  |  |  |  |  |  |  |  |  |  |  |  |  |  |  |  |  |  |  |  |  |  |  |  |  |  |  |  |  |  |  |  |  |  |  |  |  |  |  |  |  |  |  |  |  |  |  |  |
|  |  |                             |                             |                             |                             |                             |                             |                      |                      | ブティゲイディス リトアニア大公                  | ブティゲイディス リトアニア大公                  | ブティゲイディス リトアニア大公                  | ブティゲイディス リトアニア大公                  | ブティゲイディス リトアニア大公                  | ブティゲイディス リトアニア大公                  |                         |                         |                                        |                                        |                                        |                                        |                                        |                                        |                           |                           | ブトヴィーダス? リトアニア大公           | ブトヴィーダス? リトアニア大公           | ブトヴィーダス? リトアニア大公           | ブトヴィーダス? リトアニア大公           | ブトヴィーダス? リトアニア大公           | ブトヴィーダス? リトアニア大公           |                             |                             |                                                                   |                                                                   |                                                                   |                                                                   |                                                                   |                                                                   |                              |                              |                                                          |                                                          |                                                          |                                                          |                                                          |                                                          |       |       |                                              |                                              |                                              |                                              |                                              |                                              |  |  |                                                |                                                |                                                |                                                |                                                |                                                |  |  |  |  |  |  |  |  |  |  |  |  |  |  |  |  |  |  |  |  |  |  |  |  |  |  |  |  |  |  |  |  |  |  |  |  |  |  |  |  |  |  |  |  |  |  |  |  |  |  |  |  |  |  |
|  |  |                             |                             |                             |                             |                             |                             |                      |                      |                                                  |                                                  |                                                  |                                                  |                                                  |                                                  |                         |                         |                                        |                                        |                                        |                                        |                                        |                                        |                           |                           |                                          |                                          |                                          |                                          |                                          |                                          |                             |                             |                                                                   |                                                                   |                                                                   |                                                                   |                                                                   |                                                                   |                              |                              |                                                          |                                                          |                                                          |                                                          |                                                          |                                                          |       |       |                                              |                                              |                                              |                                              |                                              |                                              |  |  |                                                |                                                |                                                |                                                |                                                |                                                |  |  |  |  |  |  |  |  |  |  |  |  |  |  |  |  |  |  |  |  |  |  |  |  |  |  |  |  |  |  |  |  |  |  |  |  |  |  |  |  |  |  |  |  |  |  |  |  |  |  |  |  |  |  |
|  |  |                             |                             |                             |                             | テオドラス* キエフ公        | テオドラス* キエフ公        | テオドラス* キエフ公 | テオドラス* キエフ公 | テオドラス* キエフ公                             | テオドラス* キエフ公                             |                                                  |                                                  | ヴァイニウス ポロツク公                          | ヴァイニウス ポロツク公                          | ヴァイニウス ポロツク公 | ヴァイニウス ポロツク公 | ヴァイニウス ポロツク公                | ヴァイニウス ポロツク公                |                                        |                                        | ヴィテニス リトアニア大公              | ヴィテニス リトアニア大公              | ヴィテニス リトアニア大公 | ヴィテニス リトアニア大公 | ヴィテニス リトアニア大公                | ヴィテニス リトアニア大公                |                                          |                                          | ゲディミナス リトアニア大公              | ゲディミナス リトアニア大公              | ゲディミナス リトアニア大公 | ゲディミナス リトアニア大公 | ゲディミナス リトアニア大公                                       | ゲディミナス リトアニア大公                                       |                                                                   |                                                                   | マルギリス? ジェマイティア公                                      | マルギリス? ジェマイティア公                                      | マルギリス? ジェマイティア公 | マルギリス? ジェマイティア公 | マルギリス? ジェマイティア公                             | マルギリス? ジェマイティア公                             |                                                          |                                                          | 女子?                                                    | 女子?                                                    | 女子? | 女子? | 女子?                                        | 女子?                                        |                                              |                                              |                                              |                                              |  |  |                                                |                                                |                                                |                                                |                                                |                                                |  |  |  |  |  |  |  |  |  |  |  |  |  |  |  |  |  |  |  |  |  |  |  |  |  |  |  |  |  |  |  |  |  |  |  |  |  |  |  |  |  |  |  |  |  |  |  |  |  |  |  |  |  |  |
|  |  |                             |                             |                             |                             | テオドラス* キエフ公        | テオドラス* キエフ公        | テオドラス* キエフ公 | テオドラス* キエフ公 | テオドラス* キエフ公                             | テオドラス* キエフ公                             |                                                  |                                                  | ヴァイニウス ポロツク公                          | ヴァイニウス ポロツク公                          | ヴァイニウス ポロツク公 | ヴァイニウス ポロツク公 | ヴァイニウス ポロツク公                | ヴァイニウス ポロツク公                |                                        |                                        | ヴィテニス リトアニア大公              | ヴィテニス リトアニア大公              | ヴィテニス リトアニア大公 | ヴィテニス リトアニア大公 | ヴィテニス リトアニア大公                | ヴィテニス リトアニア大公                |                                          |                                          | ゲディミナス リトアニア大公              | ゲディミナス リトアニア大公              | ゲディミナス リトアニア大公 | ゲディミナス リトアニア大公 | ゲディミナス リトアニア大公                                       | ゲディミナス リトアニア大公                                       |                                                                   |                                                                   | マルギリス? ジェマイティア公                                      | マルギリス? ジェマイティア公                                      | マルギリス? ジェマイティア公 | マルギリス? ジェマイティア公 | マルギリス? ジェマイティア公                             | マルギリス? ジェマイティア公                             |                                                          |                                                          | 女子?                                                    | 女子?                                                    | 女子? | 女子? | 女子?                                        | 女子?                                        |                                              |                                              |                                              |                                              |  |  |                                                |                                                |                                                |                                                |                                                |                                                |  |  |  |  |  |  |  |  |  |  |  |  |  |  |  |  |  |  |  |  |  |  |  |  |  |  |  |  |  |  |  |  |  |  |  |  |  |  |  |  |  |  |  |  |  |  |  |  |  |  |  |  |  |  |
|  |  |                             |                             |                             |                             |                             |                             |                      |                      |                                                  |                                                  |                                                  |                                                  | リウブカ                                         | リウブカ                                         | リウブカ                | リウブカ                | リウブカ                               | リウブカ                               |                                        |                                        | ズヴェルガイティス                     | ズヴェルガイティス                     | ズヴェルガイティス        | ズヴェルガイティス        | ズヴェルガイティス                       | ズヴェルガイティス                       |                                          |                                          |                                          |                                          |                             |                             |                                                                   |                                                                   |                                                                   |                                                                   | 男子                                                              | 男子                                                              | 男子                         | 男子                         | 男子                                                     | 男子                                                     |                                                          |                                                          |                                                          |                                                          |       |       |                                              |                                              |                                              |                                              |                                              |                                              |  |  |                                                |                                                |                                                |                                                |                                                |                                                |  |  |  |  |  |  |  |  |  |  |  |  |  |  |  |  |  |  |  |  |  |  |  |  |  |  |  |  |  |  |  |  |  |  |  |  |  |  |  |  |  |  |  |  |  |  |  |  |  |  |  |  |  |  |
|  |  |                             |                             |                             |                             |                             |                             |                      |                      |                                                  |                                                  |                                                  |                                                  | リウブカ                                         | リウブカ                                         | リウブカ                | リウブカ                | リウブカ                               | リウブカ                               |                                        |                                        | ズヴェルガイティス                     | ズヴェルガイティス                     | ズヴェルガイティス        | ズヴェルガイティス        | ズヴェルガイティス                       | ズヴェルガイティス                       |                                          |                                          |                                          |                                          |                             |                             |                                                                   |                                                                   |                                                                   |                                                                   | 男子                                                              | 男子                                                              | 男子                         | 男子                         | 男子                                                     | 男子                                                     |                                                          |                                                          |                                                          |                                                          |       |       |                                              |                                              |                                              |                                              |                                              |                                              |  |  |                                                |                                                |                                                |                                                |                                                |                                                |  |  |  |  |  |  |  |  |  |  |  |  |  |  |  |  |  |  |  |  |  |  |  |  |  |  |  |  |  |  |  |  |  |  |  |  |  |  |  |  |  |  |  |  |  |  |  |  |  |  |  |  |  |  |
|  |  |                             |                             |                             |                             |                             |                             |                      |                      |                                                  |                                                  |                                                  |                                                  |                                                  |                                                  |                         |                         |                                        |                                        |                                        |                                        |                                        |                                        |                           |                           |                                          |                                          |                                          |                                          |                                          |                                          |                             |                             |                                                                   |                                                                   |                                                                   |                                                                   |                                                                   |                                                                   |                              |                              |                                                          |                                                          |                                                          |                                                          |                                                          |                                                          |       |       |                                              |                                              |                                              |                                              |                                              |                                              |  |  |                                                |                                                |                                                |                                                |                                                |                                                |  |  |  |  |  |  |  |  |  |  |  |  |  |  |  |  |  |  |  |  |  |  |  |  |  |  |  |  |  |  |  |  |  |  |  |  |  |  |  |  |  |  |  |  |  |  |  |  |  |  |  |  |  |  |
|  |  |                             |                             |                             |                             |                             |                             |                      |                      | マリア* トヴェリ大公ドミトリー・ミハイロヴィチ妃 | マリア* トヴェリ大公ドミトリー・ミハイロヴィチ妃 | マリア* トヴェリ大公ドミトリー・ミハイロヴィチ妃 | マリア* トヴェリ大公ドミトリー・ミハイロヴィチ妃 | マリア* トヴェリ大公ドミトリー・ミハイロヴィチ妃 | マリア* トヴェリ大公ドミトリー・ミハイロヴィチ妃 |                         |                         | アルドナ 洗礼名: オナ ポーランド王妃   | アルドナ 洗礼名: オナ ポーランド王妃   | アルドナ 洗礼名: オナ ポーランド王妃   | アルドナ 洗礼名: オナ ポーランド王妃   | アルドナ 洗礼名: オナ ポーランド王妃   | アルドナ 洗礼名: オナ ポーランド王妃   |                           |                           | エルジュヴェタ* プウォツク公ヴァツワフ妃 | エルジュヴェタ* プウォツク公ヴァツワフ妃 | エルジュヴェタ* プウォツク公ヴァツワフ妃 | エルジュヴェタ* プウォツク公ヴァツワフ妃 | エルジュヴェタ* プウォツク公ヴァツワフ妃 | エルジュヴェタ* プウォツク公ヴァツワフ妃 |                             |                             | エウフェミア 洗礼名: マリヤ ハールィチ公ボレスワフ・ユーリー2世妃 | エウフェミア 洗礼名: マリヤ ハールィチ公ボレスワフ・ユーリー2世妃 | エウフェミア 洗礼名: マリヤ ハールィチ公ボレスワフ・ユーリー2世妃 | エウフェミア 洗礼名: マリヤ ハールィチ公ボレスワフ・ユーリー2世妃 | エウフェミア 洗礼名: マリヤ ハールィチ公ボレスワフ・ユーリー2世妃 | エウフェミア 洗礼名: マリヤ ハールィチ公ボレスワフ・ユーリー2世妃 |                              |                              | アイグスタ 洗礼名: アナスタシア モスクワ大公セミョーン妃 | アイグスタ 洗礼名: アナスタシア モスクワ大公セミョーン妃 | アイグスタ 洗礼名: アナスタシア モスクワ大公セミョーン妃 | アイグスタ 洗礼名: アナスタシア モスクワ大公セミョーン妃 | アイグスタ 洗礼名: アナスタシア モスクワ大公セミョーン妃 | アイグスタ 洗礼名: アナスタシア モスクワ大公セミョーン妃 |       |       | 女子? プスコフ公妃? コジェルスク公妃?        | 女子? プスコフ公妃? コジェルスク公妃?        | 女子? プスコフ公妃? コジェルスク公妃?        | 女子? プスコフ公妃? コジェルスク公妃?        | 女子? プスコフ公妃? コジェルスク公妃?        | 女子? プスコフ公妃? コジェルスク公妃?        |  |  |                                                |                                                |                                                |                                                |                                                |                                                |  |  |  |  |  |  |  |  |  |  |  |  |  |  |  |  |  |  |  |  |  |  |  |  |  |  |  |  |  |  |  |  |  |  |  |  |  |  |  |  |  |  |  |  |  |  |  |  |  |  |  |  |  |  |
|  |  |                             |                             |                             |                             |                             |                             |                      |                      | マリア* トヴェリ大公ドミトリー・ミハイロヴィチ妃 | マリア* トヴェリ大公ドミトリー・ミハイロヴィチ妃 | マリア* トヴェリ大公ドミトリー・ミハイロヴィチ妃 | マリア* トヴェリ大公ドミトリー・ミハイロヴィチ妃 | マリア* トヴェリ大公ドミトリー・ミハイロヴィチ妃 | マリア* トヴェリ大公ドミトリー・ミハイロヴィチ妃 |                         |                         | アルドナ 洗礼名: オナ ポーランド王妃   | アルドナ 洗礼名: オナ ポーランド王妃   | アルドナ 洗礼名: オナ ポーランド王妃   | アルドナ 洗礼名: オナ ポーランド王妃   | アルドナ 洗礼名: オナ ポーランド王妃   | アルドナ 洗礼名: オナ ポーランド王妃   |                           |                           | エルジュヴェタ* プウォツク公ヴァツワフ妃 | エルジュヴェタ* プウォツク公ヴァツワフ妃 | エルジュヴェタ* プウォツク公ヴァツワフ妃 | エルジュヴェタ* プウォツク公ヴァツワフ妃 | エルジュヴェタ* プウォツク公ヴァツワフ妃 | エルジュヴェタ* プウォツク公ヴァツワフ妃 |                             |                             | エウフェミア 洗礼名: マリヤ ハールィチ公ボレスワフ・ユーリー2世妃 | エウフェミア 洗礼名: マリヤ ハールィチ公ボレスワフ・ユーリー2世妃 | エウフェミア 洗礼名: マリヤ ハールィチ公ボレスワフ・ユーリー2世妃 | エウフェミア 洗礼名: マリヤ ハールィチ公ボレスワフ・ユーリー2世妃 | エウフェミア 洗礼名: マリヤ ハールィチ公ボレスワフ・ユーリー2世妃 | エウフェミア 洗礼名: マリヤ ハールィチ公ボレスワフ・ユーリー2世妃 |                              |                              | アイグスタ 洗礼名: アナスタシア モスクワ大公セミョーン妃 | アイグスタ 洗礼名: アナスタシア モスクワ大公セミョーン妃 | アイグスタ 洗礼名: アナスタシア モスクワ大公セミョーン妃 | アイグスタ 洗礼名: アナスタシア モスクワ大公セミョーン妃 | アイグスタ 洗礼名: アナスタシア モスクワ大公セミョーン妃 | アイグスタ 洗礼名: アナスタシア モスクワ大公セミョーン妃 |       |       | 女子? プスコフ公妃? コジェルスク公妃?        | 女子? プスコフ公妃? コジェルスク公妃?        | 女子? プスコフ公妃? コジェルスク公妃?        | 女子? プスコフ公妃? コジェルスク公妃?        | 女子? プスコフ公妃? コジェルスク公妃?        | 女子? プスコフ公妃? コジェルスク公妃?        |  |  |                                                |                                                |                                                |                                                |                                                |                                                |  |  |  |  |  |  |  |  |  |  |  |  |  |  |  |  |  |  |  |  |  |  |  |  |  |  |  |  |  |  |  |  |  |  |  |  |  |  |  |  |  |  |  |  |  |  |  |  |  |  |  |  |  |  |
|  |  |                             |                             |                             |                             |                             |                             |                      |                      |                                                  |                                                  |                                                  |                                                  |                                                  |                                                  |                         |                         | 2人の娘                                | 2人の娘                                | 2人の娘                                | 2人の娘                                | 2人の娘                                | 2人の娘                                |                           |                           | 2人の子供                                | 2人の子供                                | 2人の子供                                | 2人の子供                                | 2人の子供                                | 2人の子供                                |                             |                             |                                                                   |                                                                   |                                                                   |                                                                   |                                                                   |                                                                   |                              |                              | 3人の子供                                                | 3人の子供                                                | 3人の子供                                                | 3人の子供                                                | 3人の子供                                                | 3人の子供                                                |       |       |                                              |                                              |                                              |                                              |                                              |                                              |  |  |                                                |                                                |                                                |                                                |                                                |                                                |  |  |  |  |  |  |  |  |  |  |  |  |  |  |  |  |  |  |  |  |  |  |  |  |  |  |  |  |  |  |  |  |  |  |  |  |  |  |  |  |  |  |  |  |  |  |  |  |  |  |  |  |  |  |
|  |  |                             |                             |                             |                             |                             |                             |                      |                      |                                                  |                                                  |                                                  |                                                  |                                                  |                                                  |                         |                         | 2人の娘                                | 2人の娘                                | 2人の娘                                | 2人の娘                                | 2人の娘                                | 2人の娘                                |                           |                           | 2人の子供                                | 2人の子供                                | 2人の子供                                | 2人の子供                                | 2人の子供                                | 2人の子供                                |                             |                             |                                                                   |                                                                   |                                                                   |                                                                   |                                                                   |                                                                   |                              |                              | 3人の子供                                                | 3人の子供                                                | 3人の子供                                                | 3人の子供                                                | 3人の子供                                                | 3人の子供                                                |       |       |                                              |                                              |                                              |                                              |                                              |                                              |  |  |                                                |                                                |                                                |                                                |                                                |                                                |  |  |  |  |  |  |  |  |  |  |  |  |  |  |  |  |  |  |  |  |  |  |  |  |  |  |  |  |  |  |  |  |  |  |  |  |  |  |  |  |  |  |  |  |  |  |  |  |  |  |  |  |  |  |
|  |  |                             |                             |                             |                             |                             |                             |                      |                      |                                                  |                                                  |                                                  |                                                  |                                                  |                                                  |                         |                         |                                        |                                        |                                        |                                        |                                        |                                        |                           |                           |                                          |                                          |                                          |                                          |                                          |                                          |                             |                             |                                                                   |                                                                   |                                                                   |                                                                   |                                                                   |                                                                   |                              |                              |                                                          |                                                          |                                                          |                                                          |                                                          |                                                          |       |       |                                              |                                              |                                              |                                              |                                              |                                              |  |  |                                                |                                                |                                                |                                                |                                                |                                                |  |  |  |  |  |  |  |  |  |  |  |  |  |  |  |  |  |  |  |  |  |  |  |  |  |  |  |  |  |  |  |  |  |  |  |  |  |  |  |  |  |  |  |  |  |  |  |  |  |  |  |  |  |  |
|  |  | ヴィータウタス? トラカイ公? | ヴィータウタス? トラカイ公? | ヴィータウタス? トラカイ公? | ヴィータウタス? トラカイ公? | ヴィータウタス? トラカイ公? | ヴィータウタス? トラカイ公? |                      |                      | マントヴィーダス スロニム及びケルナヴァ公        | マントヴィーダス スロニム及びケルナヴァ公        | マントヴィーダス スロニム及びケルナヴァ公        | マントヴィーダス スロニム及びケルナヴァ公        | マントヴィーダス スロニム及びケルナヴァ公        | マントヴィーダス スロニム及びケルナヴァ公        |                         |                         | ナリマンタス 洗礼名: グレプ ピンスク公 | ナリマンタス 洗礼名: グレプ ピンスク公 | ナリマンタス 洗礼名: グレプ ピンスク公 | ナリマンタス 洗礼名: グレプ ピンスク公 | ナリマンタス 洗礼名: グレプ ピンスク公 | ナリマンタス 洗礼名: グレプ ピンスク公 |                           |                           | アルギルダス リトアニア大公              | アルギルダス リトアニア大公              | アルギルダス リトアニア大公              | アルギルダス リトアニア大公              | アルギルダス リトアニア大公              | アルギルダス リトアニア大公              |                             |                             | ケーストゥティス リトアニア大公                                   | ケーストゥティス リトアニア大公                                   | ケーストゥティス リトアニア大公                                   | ケーストゥティス リトアニア大公                                   | ケーストゥティス リトアニア大公                                   | ケーストゥティス リトアニア大公                                   |                              |                              | ヤヴーヌティス 洗礼名: イヴァン リトアニア大公           | ヤヴーヌティス 洗礼名: イヴァン リトアニア大公           | ヤヴーヌティス 洗礼名: イヴァン リトアニア大公           | ヤヴーヌティス 洗礼名: イヴァン リトアニア大公           | ヤヴーヌティス 洗礼名: イヴァン リトアニア大公           | ヤヴーヌティス 洗礼名: イヴァン リトアニア大公           |       |       | カリヨタス 洗礼名: ミハイル ナヴァフルダク公 | カリヨタス 洗礼名: ミハイル ナヴァフルダク公 | カリヨタス 洗礼名: ミハイル ナヴァフルダク公 | カリヨタス 洗礼名: ミハイル ナヴァフルダク公 | カリヨタス 洗礼名: ミハイル ナヴァフルダク公 | カリヨタス 洗礼名: ミハイル ナヴァフルダク公 |  |  | リュバルタス 洗礼名: ドミトリイ ヴォルィーニ公 | リュバルタス 洗礼名: ドミトリイ ヴォルィーニ公 | リュバルタス 洗礼名: ドミトリイ ヴォルィーニ公 | リュバルタス 洗礼名: ドミトリイ ヴォルィーニ公 | リュバルタス 洗礼名: ドミトリイ ヴォルィーニ公 | リュバルタス 洗礼名: ドミトリイ ヴォルィーニ公 |  |  |  |  |  |  |  |  |  |  |  |  |  |  |  |  |  |  |  |  |  |  |  |  |  |  |  |  |  |  |  |  |  |  |  |  |  |  |  |  |  |  |  |  |  |  |  |  |  |  |  |  |  |  |
|  |  | ヴィータウタス? トラカイ公? | ヴィータウタス? トラカイ公? | ヴィータウタス? トラカイ公? | ヴィータウタス? トラカイ公? | ヴィータウタス? トラカイ公? | ヴィータウタス? トラカイ公? |                      |                      | マントヴィーダス スロニム及びケルナヴァ公        | マントヴィーダス スロニム及びケルナヴァ公        | マントヴィーダス スロニム及びケルナヴァ公        | マントヴィーダス スロニム及びケルナヴァ公        | マントヴィーダス スロニム及びケルナヴァ公        | マントヴィーダス スロニム及びケルナヴァ公        |                         |                         | ナリマンタス 洗礼名: グレプ ピンスク公 | ナリマンタス 洗礼名: グレプ ピンスク公 | ナリマンタス 洗礼名: グレプ ピンスク公 | ナリマンタス 洗礼名: グレプ ピンスク公 | ナリマンタス 洗礼名: グレプ ピンスク公 | ナリマンタス 洗礼名: グレプ ピンスク公 |                           |                           | アルギルダス リトアニア大公              | アルギルダス リトアニア大公              | アルギルダス リトアニア大公              | アルギルダス リトアニア大公              | アルギルダス リトアニア大公              | アルギルダス リトアニア大公              |                             |                             | ケーストゥティス リトアニア大公                                   | ケーストゥティス リトアニア大公                                   | ケーストゥティス リトアニア大公                                   | ケーストゥティス リトアニア大公                                   | ケーストゥティス リトアニア大公                                   | ケーストゥティス リトアニア大公                                   |                              |                              | ヤヴーヌティス 洗礼名: イヴァン リトアニア大公           | ヤヴーヌティス 洗礼名: イヴァン リトアニア大公           | ヤヴーヌティス 洗礼名: イヴァン リトアニア大公           | ヤヴーヌティス 洗礼名: イヴァン リトアニア大公           | ヤヴーヌティス 洗礼名: イヴァン リトアニア大公           | ヤヴーヌティス 洗礼名: イヴァン リトアニア大公           |       |       | カリヨタス 洗礼名: ミハイル ナヴァフルダク公 | カリヨタス 洗礼名: ミハイル ナヴァフルダク公 | カリヨタス 洗礼名: ミハイル ナヴァフルダク公 | カリヨタス 洗礼名: ミハイル ナヴァフルダク公 | カリヨタス 洗礼名: ミハイル ナヴァフルダク公 | カリヨタス 洗礼名: ミハイル ナヴァフルダク公 |  |  | リュバルタス 洗礼名: ドミトリイ ヴォルィーニ公 | リュバルタス 洗礼名: ドミトリイ ヴォルィーニ公 | リュバルタス 洗礼名: ドミトリイ ヴォルィーニ公 | リュバルタス 洗礼名: ドミトリイ ヴォルィーニ公 | リュバルタス 洗礼名: ドミトリイ ヴォルィーニ公 | リュバルタス 洗礼名: ドミトリイ ヴォルィーニ公 |  |  |  |  |  |  |  |  |  |  |  |  |  |  |  |  |  |  |  |  |  |  |  |  |  |  |  |  |  |  |  |  |  |  |  |  |  |  |  |  |  |  |  |  |  |  |  |  |  |  |  |  |  |  |
|  |  | 1人の息子                   | 1人の息子                   | 1人の息子                   | 1人の息子                   | 1人の息子                   | 1人の息子                   |                      |                      |                                                  |                                                  |                                                  |                                                  |                                                  |                                                  |                         |                         | 3、4ないし5人の子供                    | 3、4ないし5人の子供                    | 3、4ないし5人の子供                    | 3、4ないし5人の子供                    | 3、4ないし5人の子供                    | 3、4ないし5人の子供                    |                           |                           | 22人の子供 （アルギルダス家）            | 22人の子供 （アルギルダス家）            | 22人の子供 （アルギルダス家）            | 22人の子供 （アルギルダス家）            | 22人の子供 （アルギルダス家）            | 22人の子供 （アルギルダス家）            |                             |                             | 7ないし8人の子供 （ケーストゥティス家）                           | 7ないし8人の子供 （ケーストゥティス家）                           | 7ないし8人の子供 （ケーストゥティス家）                           | 7ないし8人の子供 （ケーストゥティス家）                           | 7ないし8人の子供 （ケーストゥティス家）                           | 7ないし8人の子供 （ケーストゥティス家）                           |                              |                              | 2人の息子                                                | 2人の息子                                                | 2人の息子                                                | 2人の息子                                                | 2人の息子                                                | 2人の息子                                                |       |       | 4から10人の子供                              | 4から10人の子供                              | 4から10人の子供                              | 4から10人の子供                              | 4から10人の子供                              | 4から10人の子供                              |  |  | 3人の息子                                      | 3人の息子                                      | 3人の息子                                      | 3人の息子                                      | 3人の息子                                      | 3人の息子                                      |  |  |  |  |  |  |  |  |  |  |  |  |  |  |  |  |  |  |  |  |  |  |  |  |  |  |  |  |  |  |  |  |  |  |  |  |  |  |  |  |  |  |  |  |  |  |  |  |  |  |  |  |  |  |
|  |  | 1人の息子                   | 1人の息子                   | 1人の息子                   | 1人の息子                   | 1人の息子                   | 1人の息子                   |                      |                      |                                                  |                                                  |                                                  |                                                  |                                                  |                                                  |                         |                         | 3、4ないし5人の子供                    | 3、4ないし5人の子供                    | 3、4ないし5人の子供                    | 3、4ないし5人の子供                    | 3、4ないし5人の子供                    | 3、4ないし5人の子供                    |                           |                           | 22人の子供 （アルギルダス家）            | 22人の子供 （アルギルダス家）            | 22人の子供 （アルギルダス家）            | 22人の子供 （アルギルダス家）            | 22人の子供 （アルギルダス家）            | 22人の子供 （アルギルダス家）            |                             |                             | 7ないし8人の子供 （ケーストゥティス家）                           | 7ないし8人の子供 （ケーストゥティス家）                           | 7ないし8人の子供 （ケーストゥティス家）                           | 7ないし8人の子供 （ケーストゥティス家）                           | 7ないし8人の子供 （ケーストゥティス家）                           | 7ないし8人の子供 （ケーストゥティス家）                           |                              |                              | 2人の息子                                                | 2人の息子                                                | 2人の息子                                                | 2人の息子                                                | 2人の息子                                                | 2人の息子                                                |       |       | 4から10人の子供                              | 4から10人の子供                              | 4から10人の子供                              | 4から10人の子供                              | 4から10人の子供                              | 4から10人の子供                              |  |  | 3人の息子                                      | 3人の息子                                      | 3人の息子                                      | 3人の息子                                      | 3人の息子                                      | 3人の息子                                      |  |  |  |  |  |  |  |  |  |  |  |  |  |  |  |  |  |  |  |  |  |  |  |  |  |  |  |  |  |  |  |  |  |  |  |  |  |  |  |  |  |  |  |  |  |  |  |  |  |  |  |  |  |  |
|  |  |                             |                             |                             |                             |                             |                             |                      |                      |                                                  |                                                  |                                                  |                                                  |                                                  |                                                  |                         |                         |                                        |                                        |                                        |                                        |                                        |                                        |                           |                           | ヤギェウォ朝                             |                                          |                                          |                                          |                                          |                                          |                             |                             |                                                                   |                                                                   |                                                                   |                                                                   |                                                                   |                                                                   |                              |                              |                                                          |                                                          |                                                          |                                                          |                                                          |                                                          |       |       |                                              |                                              |                                              |                                              |                                              |                                              |  |  |                                                |                                                |                                                |                                                |                                                |                                                |  |  |  |  |  |  |  |  |  |  |  |  |  |  |  |  |  |  |  |  |  |  |  |  |  |  |  |  |  |  |  |  |  |  |  |  |  |  |  |  |  |  |  |  |  |  |  |  |  |  |  |  |  |  |

* 異教名は不明; キリスト教授与後の洗礼名
主な資料:
- （リトアニア語） Nikžentaitis, Alvydas (1989). Gediminas. Vilnius: Vyriausioji enciklopedijų redakcija. pp. 7–16
- Rowell, S. C. (1994). Lithuania Ascending: A Pagan Empire Within East-Central Europe, 1295–1345. Cambridge Studies in Medieval Life and Thought: Fourth Series. Cambridge University Press. pp. xxxii-xxxviii. ISBN 978-0-521-45011-9